# Ludmiła Marjańska

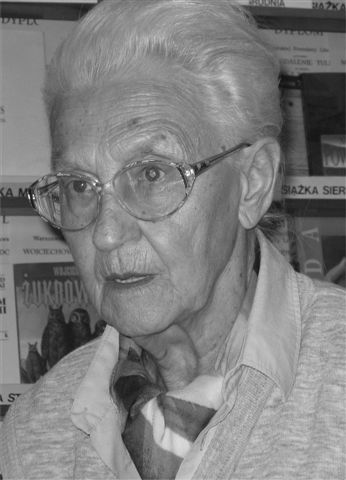
Ludmiła Marjańska

Ludmiła Maria Marjańska (* 26. Dezember 1923 in Częstochowa; † 17. Oktober 2005 in Warschau) war eine polnische Lyrikerin, Erzählerin und Übersetzerin englischer Literatur.

## Biografie
Die Familie ihres Urgroßvaters kam aus Österreichisch-Ungarn nach Częstochowa. Dort legte sie ihr Abitur ab, heiratete 1945 Janusz Marjański. Sie hatten zwei Kinder – Maria und Maciej. 1961 beendete sie ihr Studium der englischen Philologie an der Warschauer Universität. 1953 debütierte sie in der Zeitschrift Twórczość mit Lyrik, als Übersetzerin 1956 mit einem Band Gedichten von Robert Burns. Von 1957 bis 1979 redigierte sie die Literatursendungen im Programm des Polnischen Rundfunks. Von 1993 bis 1996 war sie Präsidentin des Polnischen Schriftstellerverbandes, ebenso zugehörig dem Polnischen Übersetzerverband sowie dem P.E.N. Ihre Übersetzungen von Emily Dickinson, Walt Whitman, William Butler Yeats, Richard Wilbur und Marianne Moore sind außerordentlich geschätzt. Ins Deutsche übertragen wurden einige Texte von Dieter Kalka.

## Schaffen

### Lyrik
- Chmurne okna (1958)
- Gorąca gwiazda (1965)
- Rzeki (1969)
- Druga podróż (1977)
- W koronie drzewa (1979)
- Dmuchawiec, Gedichte für Kinder (1984)
- Blizna (1986)
- Zmrożone światło (1992)
- Prześwit (1994)
- Stare lustro (1994)
- Przez całe życie miłość (1998)
- Wybór wierszy 1958-1997 (1988)
- Spotkanie z Weroniką (1999)
- Żywica (2001)
- Córka bednarza (2002)
- A w sercu pełnia Auswahl (2003)
- Otwieram sen (2004)

### Prosa
- Powrócić do miłości (1971)
- Stopa trzeciej Gracji (1980)
- Pierwsze śniegi, pierwsze wiosny (1985)
- Życie na własność (1987)
- Zakochany zuch – Prosa für Kinder (1989, 1997)
- Pimpinella i Tatarzy – Prosa für Kinder (1994)
- To ja, Agata (1997)

## Übersetzungen
- Robert Burns Wiersze szkockie (1956)
- Theodore Roethke Dalekie pole (1971)
- Elizabeth Browning Poezje wybrane (1976)
- Margaret Forster Zacisze pana Bone (1973)
- Marianne Moore Wiersze wybrane (1980, przekład razem z Julią Hartwig)
- Richard Wilbur Jasnowidz i inne wiersze (1981)
- William Luce Piękność z Amherst (1982)
- John Bierhorst Czerwony łabędź (1984)
- Edwin A. Robinson Wiersze wybrane (1986)
- William Butler Yeats Poezje wybrane (1987, wyróżnienie Stowarzyszenia Tłumaczy Polskich)
- Emily Dickinson I jestem różą (1998)
- Emily Dickinson Przeczucie (2005)